# Biagio Pelligra
Biagio Pelligra est un acteur italien né le 24 juin 1937 à Comiso (Sicile).

## Biographie
Né à Comiso, dans la province de Raguse le 24 juin 1937, Biagio Pelligra a commencé sa carrière d'acteur dans la seconde moitié des années 1960, et après plusieurs rôles mineurs, il a obtenu son premier rôle important en 1972, dans La villeggiatura de Marco Leto. Après le succès critique du film, il a commencé à apparaître, souvent dans des rôles secondaires dans des films de Roberto Rossellini, Paolo et Vittorio Taviani, Marco Tullio Giordana et Peter Del Monte, entre autres.
Grand, trapu, il s'est distingué dans le cinéma de genre italien en incarnant des personnages brutaux évoluant dans les milieux criminels ou la Mafia.

## Filmographie partielle
- 1968 :
  - L'Enfer de la guerre (Commandos) d'Armando Crispino
  - La Mort a pondu un œuf (titre original : « La morte ha fatto l'uovo ») de Giulio Questi
- 1969 : Sous le signe du scorpion (titre original : Sotto il Segno dello Scorpione) de Paolo Taviani et Vittorio Taviani
- 1973 : La Villégiature (La villaggiatura) de Marco Leto
- 1974 : Allonsanfàn de Paolo Taviani et Vittorio Taviani
- 1976 : 
  - Brigade spéciale Roma a mano armata d'Umberto Lenzi
  - Milano violenta de Mario Caiano
  - La Mort en sursis (titre original :Il trucido e lo sbirro) d'Umberto Lenzi
- 1977 : Antonio Gramsci: i giorni del carcere de Lino Del Fra
- 1979 : Corléone à Brooklyn (titre original : Da Corleone a Brooklyn) d'Umberto Lenzi
- 1981 : Napoli, Palermo, New York, Il Triangolo della Camorra d'Alfonso Brescia
- 1986 : Le Maître de la camorra (titre original : Il camorrista) de  Giuseppe Tornatore
- 1997 : Testimone a rischio de Pasquale Pozzessere
- 1995 : Pasolini, mort d'un poète (titre original :Pasolini, un delitto italiano de Marco Tullio Giordana.
- 2007 : I Vicerè de Roberto Faenza[3].